# 디피카 프라사인
디피카 프라사인(네팔어: दीपिका प्रसाई, 1996년 11월 8일~)은 네팔의 배우, 모델이다.